# كلخ كوسوني
الكلخ الكوسوني (باللاتينية: Ferula cossoniana) نوع نباتي يتبع جنس الكلخ من الفصيلة الخيمية. سمي نسبة إلى عالم النبات كوسون.

## الموئل والانتشار
النبات واطن في المغرب العربي.